# Glücklich ist, wer vergißt!
Glücklich ist, wer vergißt! ist eine Polka-Mazurka von Johann Strauss Sohn (op. 368). Das Werk wurde im Oktober oder November 1874 erstmals aufgeführt.